# Nicolas Tabouillot
Ne doit pas être confondu avec Dom Nicolas Tabouillot.
Nicolas Tabouillot est un bienheureux catholique, prêtre de Verdun et martyr de la Révolution française. Il est béatifié par Jean-Paul II.

## Biographie
Nicolas Tabouillot est né le 16 février 1745 à Bar-le-Duc, capitale du  Barrois. Il devint Curé d'une paroisse de Verdun. Comme la majorité des prêtres de son département, Nicolas Tabouillot refusa de s'assermenter. Il fut donc déporté à Rochefort (Charente-Maritime), et martyrisé aux Pontons de Rochefort. Il fut transporté sur un bateau dans des conditions difficiles et mourut de maladie dans l'hôpital de la ville. Assoiffé, il demanda de l'eau, en vain. Il est mort le 23 février 1795.

## Posterité
Depuis 1910, chaque deuxième quinzaine d'août, a lieu un pèlerinage en souvenir des prêtres déportés (diocèse de La Rochelle).
Nicolas Tabouillé est béatifié par le pape Jean-Paul II le 1er octobre 1995.
Se fête est célébrée le 23 février.